# Elysium Mons
Elysium Mons är en vulkan på Mars belägen i vulkanprovinsen Elysium vid 25.02° N 147.21° E, på östra halvklotet av Mars. Den höjer sig ungefär 12,6 km över dess bas, och ca 14,1 km över nollpunktsnivån för planeten, vilket gör det till det tredje högsta marsberget när det gäller relief och det fjärde högsta i höjd. Dess diameter är ungefär 240 km, med en toppkrater med ca 14 km diameter. Den flankeras av de mindre vulkanerna Hecates Tholus i nordost och Albor Tholus i sydost.
Elysium Mons upptäcktes 1972 på bilder som togs av rymdsonden Mariner 9.

## Jämförelse med objekt på Jorden
Vulkanen Emi Koussi (i Tchad) har studerats som en analogi till Elysium Mons. De två sköldvulkanerna har toppkrater av liknande storlek, men Elysium Mons är 3,5 gånger större i diameter och 6 gånger högre än dess motsvarighet på jorden.

## Möjlig källa till nakhliter

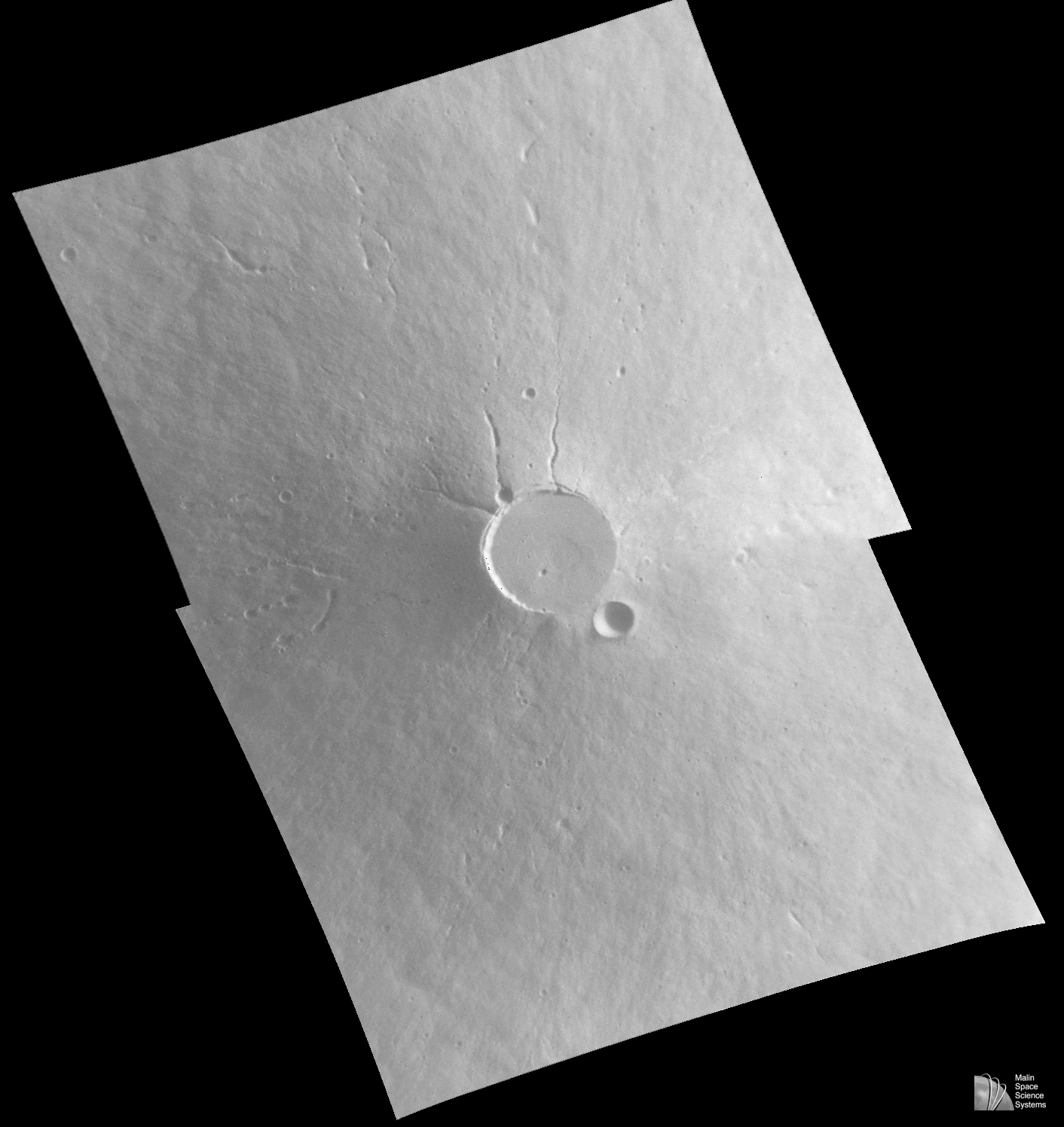
Foto av toppområdet taget av Mars Global Surveyor.

En krater med en diameter på 6,5 km vid 29,674 N, 130,799 E, på de vulkaniska slätterna nordväst om Elysium Mons har identifierats som en möjlig källa för nakhlite-meteoriterna, en familj av liknande basaltiska marsmeteoriter med kosmogen ålder på ca 10,7 miljoner år, vilket tyder på utstötning från Mars genom en enskild påverkanshändelse. Tidsintervallet för utstötningen av de magmatiska bergarterna i nakhliterna sträcker sig från 1416 ± 7 till 1322 ± 10 miljoner år sedan. Tidpunkterna plus kraterdimensionerna tyder på en tillväxthastighet för källvulkanen under intervallet på 0,4–0,7 m per miljon år, långt långsammare än vad som väntades för en jordisk vulkan. Detta innebär att marsvulkanismen hade minskat kraftigt vid den tidpunkten i historien.